# Getapelsikelvecklare
Getapelsikelvecklare (Ancylis unculana) är en fjärilsart som först beskrevs av Adrian Hardy Haworth 1811.  Getapelsikelvecklare ingår i släktet Ancylis, och familjen vecklare. Arten är reproducerande i Sverige.